# Bavory
Bavory (niem. Pardorf) – gmina na Morawach w Czechach, w powiecie Brzecław, w kraju południowomorawskim. Według danych z dnia 1 stycznia 2012 liczyła 402 mieszkańców.